# Katmandujska arhitektura
Arhitekturna dediščina mesta Katmandu je sestavni del tiste Katmandujske doline, saj so se vsi spomeniki razvili skozi stoletja gradnje, na katero so vplivali hindujski kot budistični religiozni običaji. Arhitekturni zaklad Katmandujske doline je razvrščen v sedem skupin spomenikov in stavb. Leta 2006 je UNESCO uvrstil teh sedem skupin spomenikov na seznam svetovne dediščine(WHS). Sedem spomeniških območij pokriva površino 188,95 hektarjev, varovalni pas pa se razteza na 239,34 ha. Sedem spomeniških con, ki so bile najprej vpisane leta 1979 z manjšo spremembo leta 2006, so: pet spomenikov v Katmanduju – kraljevi trg Hanuman Dhoke, hindujska templja Pašupatinat in Čangu Narajan (Changu Narayan), budistični stupi Svajambu in Boudhanath in dva spomenika zunaj meja mesta Katmanduja, v satelitskih mestih Patan in Bhktapur – Patanski kraljevi trg, Bhaktapurski kraljevi trg. Tukaj je predstavljen kratek opis petih spomenikov mesta Katmandu .
Katmandu je bil opisan tudi kot 'dežela bogov' in kot 'dežela največjih kongregacij veličastnih zgodovinskih spomenikov in svetišč, ki so jih kdaj zgradili' . Mestno jedro ima večino izjemnega kulturnega bogastva, ki se je razvilo v času vladanja kraljev rodbine Malla med 15. in 18. stoletjem. Mesto je bilo polno skulptur, pagod, stup in palač izjemne lepote. Obstaja tudi 106 samostanskih dvorišč (baha ali bahi), znanih po svoji umetnosti in pobožnosti.

## Kraljevi (Durbar) trg
Dobesedni pomen durbar (nepalsko काठमाडौं (स्पष्टता je 'kraljevi trg' in je prostor palač. V Katmandujski dolini so ohranjeni trije kraljevi trgi, v Kirtipurju pa eden. Katmandujski kraljevi trg je v starem mestu in ima dediščino, ki predstavlja štiri kraljestva (Kantipur, Lalitpur, Bhaktapur, Kirtipur), zgrajen v več stoletjih, najstarejši pod dinastijo Licchavi. V času vladavine rodbine Malla (9. stoletje) in nato rodbine Rana so se nadaljevale tudi obnove. Kompleks ima 50 templjev in je razdeljen na dva kvadranta trga. Zunanji kvadrant ima Kasthamandap, Kumari Ghar in tempelj Šiva-Parvati, medtem ko notranji ima Hanuman Dhoka in glavno palačo.

### Tempelj Kasthamandap
Kasthamandap je trinadstropni tempelj, v katerem je svetišče božanstva Goraknat - (sanskrt za Gau + Rakša + Nat – 'krava + zaščita + gospod' - Gospod, ki varuje krave) - oblika boga Šive. Zgrajen je bil v 16. stoletju v obliki pagode. Pravijo, da je to ena najstarejših lesenih stavb na svetu. Ime Katmandu je izpeljan iz besede za Kashtamandap. Zgrajen je bil pod vladavino kralja Laxmija Narsingha Malla, zanimiva pa je tudi legenda o leseni konstrukciji. Zgodba pripoveduje o Goraknatu, učencu Matsyendre (v jeziku Nepal Bhasa: Janamaadya), ki ga je opazil tantrik v človeški obliki, v kočiji med procesijo njegovega guruja Matsyendre. Tantrik ga je držal pod urokom in iskal njegovo pomoč pri iskanju gradiva za gradnjo templja v Katmanduju. Ko je bilo darilo podarjeno, je na mestu, kjer obstaja sedanji tempelj, začelo rasti veliko drevo. Iz tega drevesa je tantrik zgradil tempelj Kastamantap. Enkrat na leto v templju poteka velika slovesnost. Na ta dan se ljudje zbirajo okoli templja in ostanejo celo noč. Ta tempelj je tudi ena glavnih turističnih znamenitosti. Ni omejitev za vstop. Vendar pa je fotografiranje v templju prepovedano. Tempelj je odprt po poldnevu in do polnoči .

### Hanuman Dhoka
Hanuman Dhoka je kompleks struktur s kraljevsko palačo kraljev rodbine Malla in tudi rodbine Shah. Razprostira se na petih hektarjih. Vzhodno krilo z desetimi dvorišči je najstarejši del iz sredine 16. stoletja. Razširil ga je kralj Pratap Malla v 17. stoletju s številnimi templji. Sundari Čowk in Mohan Čovk v severnem delu palače sta zaprta. Leta 1768 so v jugovzhodnem delu palače Prithvi Narayan Shah dodal štiri razgledne stolpe. Kraljeva družina je živela v tej palači do leta 1886, ko se je preselila v palačo Narayanhiti. Zunanji kamnit napis je v petnajstih jezikih, legenda pa pravi, da bi, če bi jih prebrali vseh 15, mleko izviralo iz kamnite plošče.

### Kumari Ghar
Kumari Ghar je palača v središču mesta Katmandu, poleg Kraljevega trga, kjer živi kraljevska Kumari, izbrana izmed več Kumari iz več krajev. Kumari ali Kumari Devi, je tradicija čaščenja mladih predpubertetnih deklet kot manifestacij božanske ženske energije ali devi v južnoazijskih državah. V Nepalu je postopek izbire zelo strog. Velja, da je Kumari telesna inkarnacija boginje Taleju (nepalsko ime za Durga), dokler nima menstruacije, po kateri se verjame, da boginja izprazni svoje telo. Resna bolezen ali velika izguba krvi zaradi poškodbe je tudi vzrok, da se vrne v skupnost. Kraljevo kumari, Matina Šakja, staro štiri leta, je oktobra 2008 namestila maoistična vlada, ki je nadomestila monarhijo. Od leta 2017 je kraljeva kumri Trišna Šakja.

## Tempelj Pašupatinat
Tempelj Pašupatinat je slavni hindujski tempelj, posvečen Šivi (Pašupati je inkarnacija Šive). Stoji na bregovih reke Bagmati v vzhodnem delu Katmanduja. Tempelj Pašupatinat je najstarejši hindujski tempelj v mestu  in je služil kot sedež nacionalnega božanstva, Pašupatinata, dokler Nepal ni bil sekulariziran. Pomemben del templja so uničili napadalci islamisti pod Šamsudinom Iljasom Shahom iz Bengala v 14. stoletju in malo ali nič je ostalo od prvotne zunanjosti templja iz 5. stoletja. Tempelj, kakršen je danes, je bil na novo zgrajen v 17. stoletju, ko ga je kralj Bhupatindra Malla zgradil po tem, ko so prejšnjo stavbo uničili termiti , čeprav je podoba črnega štiriglavega bika Lingam Pašupati stara vsaj 400 let  (Lingam je abstraktna ali anikonična predstavitev hindujskega božanstva Šive v šaivizmu). Tempelj je uvrščen na seznam Unescove svetovne dediščine . Šivaratri ali 'noč gospoda Šive' je najpomembnejši festival, ki privablja na tisoče privržencev in sadhujev.
Verniki v Pašupatinatu (večinoma hindujci) lahko vstopijo v prostor templja, obiskovalci, ki niso hindujci, pa lahko gledajo tempelj čez breg reke Bagmati. Duhovniki, ki opravljajo službo v tem templju, so bili brahmani iz južne Indije od časa kralja Jakša Malla . Ta tradicija naj bi se začela na zahtevo Adi Šankaračarja, ki je skušal združiti različne države Bharatama (Združena Indija) s spodbujanjem kulturne izmenjave. Ta postopek sledijo tudi drugi templji v Indiji, ki jih je posvetil Adi Šankara.
Tempelj je zgrajen v arhitekturnem pagodnem slogu, s kubičnimi konstrukcijami, lepo oblikovanimi lesenimi špirovci, na katerih počivajo (tundal) in dvema ravnima strehama iz bakra in pozlačenima. Ima štiri glavna vrata, vsa pokrita s srebrnimi listi, na zahodnih vratih je kip velikega bika ali Nandija, ki je spet prekrit z zlatom. Božanstvo je iz črnega kamna, približno 6 čevljev v višino in enako po obsegu.

## Stupa Boudhanath
Stupa Boudhanath, (napisan tudi Bouddhanath, Bodhnath, Baudhanath ali Khāsa Chaitya), je eno najsvetejših budističnih krajev v Nepalu skupaj s stupo Svajambu in je eno izmed najbolj priljubljenih turističnih krajev na območju Katmanduja. Znan pri Nevarcih kot Khāsti in kot Bauddha ali Bodh-nāth pri sodobnih govorcih nepalščine. Stoji približno 11 km iz središča in severovzhodnega obrobja Katmanduja, zato je stupina masivna mandala ena največjih sferičnih stup v Nepalu. Boudhanath je leta 1979 postal del Unescove svetovne dediščine.
Gopālarājavaṃśāvalī dokumentira, da je Boudhanath ustanovil nepalski kralj Śivadeva iz rodbine Licčavidov (približno 590–604 n. št. ); čeprav druge nepalske kronike izvirajo od vladavine kralja Mānadeve (464–505) . Tibetanski viri trdijo, da je bil v mestu pozno v 15. ali v začetku 16. stoletja izkopan nasip, na katerem so odkrili kosti kralja Amšuverme (605–621), medtem ko drugi nepalski viri trdijo, da ga je naredil princ, da bi dobil odpuščanje, ker ni hotel ubiti svojega očeta. Tradicionalno povezan z gradnjo Boudhanath stupe pa je cesar Tibetanskega cesarstva Trisong Detsen (od 755 do 797), potem ko se je Songcen Gampo spreobrnil v budizem in so njegovi ženi nepalsko princeso Bhrikuti Devi in princeso Wencheng iz Kitajske v 7. stoletju pripeljali v Detsän. Glede na to, da so v 14. stoletju Katmandu napadli Moguli, ki bi uničili spomenik, naj bi sedanja stupa nastala nekje po tem.
Podnožje stupe ima 108 majhnih upodobitev Dhjani Buda Amitābha in je obdano 3,7 m opečno steno, vsaka s štirimi ali petimi molitvenimi kolesi z vgravirano mantro om mani padme hum. Na severnem vhodu, kjer morajo obiskovalci vstopiti, je svetišče, posvečeno boginji črnih koz, Ajima. Stupa privablja številne tibetanske budistične romarje, ki vsako leto opravijo prostracijo v prostorih v notranjosti, obkrožijo stupo s kolesi za molitev in pojejo in molijo. Tisoči molitvenih zastav se dviga od vrha stupe navzdol in se dotikajo parametrov kompleksa. Pritok velikega števila tibetanskih beguncev iz Kitajske je zahteval gradnjo več kot 50 tibetanskih gomp (samostanov) okoli Boudhanatha.

## Svajambu
Svajambu, znana tudi kot tempelj opic, kot so svete opice, ki živijo v delih templja na severozahodu, je med najstarejšimi verskimi objekti v Nepalu. Čeprav mesto velja za budistično, so ga častili budisti in hindujci. Znano je, da so številni kralji, hindujski privrženci, darovali za tempelj, vključno s Pratapom Malla, močnim kraljem Katmanduja, ki je odgovoren za izgradnjo vzhodnega stopnišča v 17. stoletju. Po Gopālarājavaṃśāvalī je Svajambu ustanovil praded kralja Mānadeva (464–505), kralj Vṛsadeva, v začetku 5. stoletja. Zdi se, da je to potrjeno s poškodovanim kamnitim napisom, ki ga najdemo na tem mestu, ki kaže, da je kralj Mānadeva naročil delo, opravljeno leta 640 n. št.. Vendar pa naj bi cesar Ašoka obiskal mesto v 3. stoletju pred Kristusom in zgradil tempelj na hribu, ki je bil kasneje uničen. Legenda pravi, da je sam Buda obiskal Svajambu in tam učil dvesto let prej .
Stupa je sestavljena iz kupole na bazi. Nad kupolo je postavljena kubična struktura z očmi Bude, ki v vseh štirih smereh gledajo z besedo 'enotnost' v glavnem nepalskem narečju med njimi. Nad vsako od štirih strani je peterokotni toran (okrasna vrata), v katerem so vgravirani kipi. Za in nad toranom je trinajst stopenj. Nad vsemi stopnjami je majhen prostor, nad katerim je prisoten Gajur.

## Tempelj Čangu Narajan
Čangu Narajan je starodavni hindujski tempelj, ki stoji v bližini vasi Changunarayan v Katmandujski dolini na vrhu hriba na vzhodnem koncu doline. Njegova lokacija je 6 kilometrov severno od Bhakathapurja in 22 kilometrov od Katmanduja. Tempelj je eden najstarejših hindujskih templjev v  dolini in naj bi bil prvič zgrajen v 4. stoletju. Čangu Narajan je ime Višnuja, tempelj pa mu je posvečen. Kamnita plošča, odkrita v bližini templja, izvira iz 5. stoletja in je najstarejši kamniti napis, ki je bil odkrit v Nepalu. Ponovno je bil obnovljen, ko je bil stari tempelj opustošen. Številne kamnite skulpture segajo v obdobje Licchavidov. Tempelj Čangu Narajan je UNESCO uvrstil na seznam svetovne dediščine.
Tempelj je struktura z dvojno streho, kjer je idol Višnu v svojim inkarnaciji kot Narayana. Odlično zgrajen tempelj ima zapletene strešne opornike, ki prikazujejo tantrična božanstva z več rokami. Podoba klečeče Garude (pol ptica, pol človek, izvorno orel, datirana v 5. stoletje), vahana (označuje bitje, običajno živalsko ali mitsko, določeno hindujsko božanstvo naj bi uporabili kot vozilo) ali Višnujevo vozilo s kačo okoli vratu, je obrnjena proti templju. Pozlačena vrata prikazujejo kamnite leve, ki varujejo tempelj. V vratih so tudi pozlačena okna. Na obeh stebrih na vhodu sta vklesana školjka in disk, simbola Višnuja. Ne-hindujcem vstop v notranjost templja ni dovoljen.

## Stolp Dharahara
Stolp Dharahara, znan tudi kot Bhimsenov stolp, je bil devetnadstropen (61,88 visok) stolp v središču Katmanduja. Prvotno ga je leta 1832 zgradil takratni predsednik vlade Bhimsen Thapa pod pokroviteljstvom kraljice Lalit Tripura Sundari. Leta 1834 je preživel potres le dve leti po izgradnji, 15. januarja 1934 pa je stolp uničil še en potres. Potem ga je takratni premier Juddha Shumsher rekonstruiral, v prejšnjo obliko. Ta se je ohranila do 25. aprila 2015, ko je bil v potresu ponovno uničen.

## Palača Narajanhiti
Narajanhiti je sestavljena iz dveh besed narayan in hiti. Naryan je oblika hindujskega boga Višnuja, katerega tempelj stoji nasproti palače, hiti pa pomeni 'vodni curek', ki je vzhodno od glavnega vhoda v območju palače in, ki je po legendi povezan z njo. V celoti ograjena, obdana s sestavljeno steno, stoji palača Narajanhiti v severnem osrednjem delu Katmanduja, nova palača pred staro palačo iz leta 1915, zgrajena leta 1970 v obliki sodobne pagode, zgrajena ob poroki kralja Birende Bir Bikrama Shaha, takratnega dediča, ki je bil na prestolu, južna vrata palače pa so na križišču ceste Prithvipath in Darbar Marg. Območje palače pokriva 30 hektarjev in je v celoti zavarovano z zidovi na vseh straneh. Palača je bila v zgodovini Katmanduja prizorišče grozljive tragedije, imenovane »največja tragedija Nepala«. 1. junija 2001 je v dvorani v palači prestolonaslednik Dipendra v opitem stanju domnevno ustrelil svojo najbližjo družino, ki sta jo sestavljala njegov oče kralj Birendra, njegova mati kraljica Aishwarya, brat in sestra ter pet njegovih sorodnikov, ki so se kasneje sami ubili. Po pokolu kralja Birendre in njegove družine je bil naslednji kralj v vrsti njegov brat Gyanendra in njegova družina, ki so živeli v palači. Novoizvoljena skupščina je 28. maja 2008, po volitvah 564 članov ustavodajne skupščine, s 560 glasovi glasovala za ustanovitev nove vlade, z monarhistično stranko Rastriya Prajatantra, ki je imela v skupščini štiri člane, ki so zabeležili ločeno sporočilo. Takrat je bilo razglašeno, da je Nepal postal sekularna in vključujoča demokratična republika, vlada pa je napovedala tridnevne praznike od 28. do 30. maja. Kralj je imel nato 15 dni časa da izprazni kraljevo palačo Narayanhiti, da bi jo ponovno odprli kot javni muzej, dokler ga niso pozvali, da se umakne. Palač je zdaj spremenjena v muzej in odprta za javnost.

## Hoteli
Z odpiranjem turistične industrije po spremembi v političnem sistemu Nepala leta 1950 je hotelska industrija dobila nov zagon . Sedaj se Katmandu ponaša s številnimi hoteli s petimi zvezdicami, kot so Hotel Yak & Yeti, Hotel Everest, hotel Radisson, Soaltee Holiday Inn in hotel De L'annapurna, hotel Shanker (hotel dediščine: nekdanja palača Rana), hoteli s štirimi zvezdicami, Hotel Vaishali, hotel Narayani, modra zvezda, hotel Sherpa, hotel Grand, hotel Malla, hotel Shangri-La, hotel Woodlands Dynasty, hotel Royal Singi in hotel Woodlands ter hoteli s 3 zvezdicami The Garden, hotel Ambassador in Aloha Inn drugi so cenovno ugodni hoteli, Hotel Blue Horizon. Hoteli, kot so Hayyat in The Solti, so znani tudi po tem, da nudijo tudi igralnice za zabavo svojih strank in ustvarjajo velik dobiček.